# 川内町 (青森県)
川内町（かわうちまち）は、下北半島の中央部、陸奥湾に面していた町である。
2005年（平成17年）3月14日に隣接するむつ市に編入したため廃止した。

## 地理
青森県下北半島の中央部に位置する。北部を恐山山地を構成する山々が続くが、海岸部まで迫るような急峻な地形はほとんど存在しない。
町面積は県内4位の面積であったがその多くを山地にて占める。海岸線沿いの平野部(浦浦：東から戸沢、田野沢、川内、葛沢、桧川、宿野部、蠣崎)と中心部を流れる川内川沿い(川目筋：北から湯野川、畑、安倍城、銀杏木、小倉平、川内)に集落が存在する(他に高野川の石倉、川内川の源流付近の開拓地である野平、野平の方々がダム建設に伴い移転した戸沢と田野沢の間の袰川などにも集落がある)。山地の南側に位置することもあり、下北半島の中でも気候は比較的穏やかである。
- 主な山: 円山(807 m、旧大畑町との町境)、朝比奈岳(874 m、旧大畑町との町境)、石山(504 m、旧大畑町との町境)、縫道石山(626 m、佐井村との町村境、山頂は佐井村)、袴腰山(622 m)、がん倉山(726 m)、於法岳(533 m)、秋山(631 m)、八郎岳(598 m)、天狗森(536 m)
- 主な河川: 戸沢川、田野沢川、高野川、熊野川、川内川(+支流の湯野川)、葛沢川、桧川、宿野部川、目倉川(宿野部)、男川(蛎崎)
- 湖: かわうち湖（川内ダムによる堰止にてできた人工湖）

## 歴史
鎌倉時代には下北半島一帯は津軽安藤氏により支配されていたが、建武の頃(1330年代前半)から南部師行の目代である武田氏が当町に錦帯城（蠣崎城）を築城し支配する。武田氏五代目である蔵人信純が蠣崎氏を称する（東北太平記による説で、蠣崎蔵人の乱までは異説がいくつかあり、安藤氏の支配だったと言う説もある）。1450年代後半に南部氏に対する蠣崎蔵人の乱が起きると、南部政経（八戸政経）が追討し、蠣崎氏は北海道に逃走する。以降、この地は初代留守居を新田盛政とする南部八戸一族の支配地となる。
江戸時代には田名部七湊の一つとして数えられる川内湊より北前船による交易が蝦夷地や上方と盛んに行われ、主として南部ヒバやヒノキ、海産物が運ばれた。
大正時代には日本三大銅山に数えられた安部城があり、その周辺に集落が形成されたが20世紀前半に閉山した。この時期に行われた第1回国勢調査(1920年（大正9年）)の結果、一時的に下北郡で最大の人口規模となり、郡の中心地であった田名部町や後に発展する大湊村を上回っていたが、鉱業の衰退に伴いわずか数年の間に人口も減少した。
- 1889年（明治22年）：川内村、桧川村、宿野部村、蠣崎村の合併により川内村となる。
- 1917年（大正6年）10月31日：町制施行により川内町となる。
- 2005年（平成17年）3月14日：下北郡大畑町・脇野沢村とともにむつ市に編入。

## 行政
- 町長：菊池繁安（1985年（昭和60年）～2005年（平成17年））
- 町議会：議員定数16名（社民党1名、共産党2名、無所属13名）

(参考) 
- 歴代町長（1947年（昭和22年）以降のみ、同姓が含まれるが世襲当選ではない）
  - 第14代 斉藤才吉　（1947年 4月 5日-1948年 9月25日）町議会内の派閥闘争、当人の体調不良により辞任
  - 第15代 瀬川惣兵太（1948年11月16日-1950年 8月30日）町議会との闘争により辞任
  - 第16代 斉藤慶吉　（1950年 9月30日-1958年 4月 3日）1933年以来の一期目任期を全うした町長、病気辞任
  - 第17代 笹原松若　（1958年 4月26日-1962年 4月25日）任期満了退任
  - 第18代 山内啓助　（1962年 4月26日-1970年 4月25日）任期満了退任
  - 第19代 菊池十一　（1970年 4月26日-1985年 2月19日）体調不良により辞任後翌月逝去、町葬、従六位勲五等瑞宝章叙勲受章
  - 第20代 菊池繁安　（1985年 3月17日-2005年 3月13日）四、五期目無投票当選、合併により任期満了、旭日小綬章叙勲受章

## 経済
主産業はかつては林業と漁業中心で、大正の頃は銅を中心とした鉱業が活発になり、昭和になり鉱業は廃り、林業も昭和後半以降廃れた。最近では典型的な半農半漁に加えて観光である。

### 産業
- 農業：稲作およびダイコン、馬鈴薯を中心とする畑作が中心である。野平地区(川内ダム付近)では高原野菜の生産も行っている。その他の野菜やブドウやスグリ(グスベリー)など果実も細々と作ってはいたが、1998年にワイナリーが出来るまでは自家消費が中心であった。
- 畜産業：野平地区(川内ダム付近)などで放牧が行われている。
- 林業：町面積の9割近くを山林にて占める。青森ヒバ、ヒノキ、スギなどが主産物であり、かつては森林鉄道や馬車＋専用の船舶で出荷していた。
- 観光：川内川渓谷(渓谷美だけではなく、ヤマメ、イワナ、アユなどの渓流釣り、つかみ取り祭)や、かわうち湖、湯野川温泉郷を中心とする。
- 漁業：主要海産物としてホタテ、ナマコ、アカガイ、ツブガイ、カレイ類、珍味としてトゲクリガニ、ホヤ、フジツボ他。
  - 川内町漁業協同組合
    - 川内漁港のほかに、戸沢、田野沢、高野川、桧川、宿野部、蠣崎などに簡易な漁港有り
- 商業：旧町内は大正から昭和、平成、令和にかけて、娯楽施設(映画館、パチンコ店)、商店や食堂の廃業などが続いた。コンビニストアは、かなり長く存在しなかった(2023年4月にローソンが開店した)。いくつかの商店が祭りなどの時期に営業時間を延長してた程度であった。スーパーマーケットは1970年代に川内川橋の側にあったマエダストアが田名部にマエダ百貨店として移転し以来、しばらくは魚屋兼他の商品も扱う数軒の商店が担っていた。このマエダストア改めマエダは、その後に発展して、あとになってマエダストア川内店も開設している。

## 姉妹都市・提携都市

### 海外
- 日華中学姉妹校交流事業として高雄市立陽明国民中学と姉妹校締結
  - 1993年4月30日締結

## 地域

### 所轄警察署
- むつ警察署川内駐在所
- むつ警察署宿野部駐在所

### 所轄消防署
- 下北地域広域行政事務組合川内消防分署

### 所轄郵便局
- 陸奥川内郵便局 039-5201 (板家戸、野平、福浦山地区を除く川内地区)、039-5202 (桧川地区)
- 佐井村郵便局　 039-4701 (板家戸、野平、福浦山地区) // 所轄変更の可能性有り
- 宿野部郵便局　 039-5203
- 蛎崎簡易郵便局 039-5204 (蛎崎半右エ門沢地区を除く蠣崎地区)
- 脇野沢郵便局　 039-5304 (蛎崎半右エ門沢地区) // 所轄変更の可能性有り

### 教育

#### 高等学校
- 青森県立川内高等学校 (2008年青森県立大湊高等学校に統合(川内校舎)、2021年廃校)

#### 中学校
第一川内中学校以外は小学校に併設。各校とも第一川内中学校に統合し、川内中学校となった。
- 川内町立川内中学校 (1965年川内中学校を第一川内中学校に改称、1980年川内中学校に名称復帰、2005年むつ市立)
  - 川内町立戸沢中学校 (1980年統合)
  - 川内町立宿野部中学校 (1980年統合)
  - 川内町立蛎崎中学校 (1980年統合)
  - 川内町立第二川内中学校 (1980年統合)
  - 川内町立野平中学校 (1982年閉校)
  - 川内町立畑中学校 (1999年統合)

#### 小学校
第一川内小学校と桧川小学校、湯野川小学校以外は1980年の中学校統合前は中学校併設。
桧川地区の中学校学区は第一川内中学校であり、湯野川地区の中学校学区は畑中学校である。
各小学校とも2011年までには第一川内小学校に統合され、川内小学校となった。
- 川内町立第一川内小学校 (1965年川内小学校を第一川内小学校に改称、2005年むつ市立)
  - 川内町立野平小学校 (1982年閉校)
  - 川内町立湯野川小学校 (2000年統合)
  - 川内町立畑小学校 (2000年統合)
  - 川内町立戸沢小学校 (2003年統合)
- 川内町立桧川小学校 (2005年むつ市立、2008年統合)
- 川内町立宿野部小学校 (2005年むつ市立、2008年統合)
- 川内町立蛎崎小学校 (2005年むつ市立、2008年統合)
- 川内町立第二川内小学校 (2005年むつ市立、2011年統合)

### 金融機関
- 青森銀行川内支店 (2010年に約16kmも離れた大湊支店に統合済。マエダストア川内支店に ATM があるだけ)
- 下北信用金庫（現：青い森信用金庫）川内支店
- 青森県信用組合川内支店

## 交通

### 鉄道
町内を鉄道路線は通っていない。最寄り駅は、JR東日本大湊線大湊駅。

#### 廃線
かつては川内川沿いなどに森林鉄道があり、地元の足としても機能したが廃止された。

### 路線バス
- JRバス東北下北線
- 川内交通 川内～湯野川線 (2023年に廃止され 川内～湯野川地区デマンド型乗合タクシー 実証運行開始)

### 道路
- 一般国道：国道338号
- 県道
  - 主要地方道：青森県道46号川内佐井線（通称：かもしかライン）
  - 一般県道：青森県道253号長後川内線

## 名所・旧跡・観光スポット・祭事・催事
- 下北半島国定公園
- 湯野川温泉：小説「飢餓海峡」に登場する温泉。泉質は単純泉
- 川内川渓谷
- 川内ダム及びかわうち湖
- 道の駅かわうち湖
- 野平高原
- 安部城鉱山跡[1]
- 蛎崎城跡
- 川内八幡宮例大祭
- 川内ねぶた
- 下北ワイン サンマモルワイナリー

### ご当地料理
- けいらん
- 品川汁
- 豆しどき
- タラのじゃっぱ汁
- イカ寿司
- 味噌貝焼き(みそかやぎ)

## 出身有名人
- 中川五郎治（1768-1848）：日本の種痘の先駆者
- 堀川乗経：北海道函館市の河川、亀田川の治水工事など
- 藤崎竜（漫画家）
- 田中忠三郎（民族民具研究家）
- 岩崎藤三郎 「マタギの神様」と呼ばれた伝説的なマタギ名人